# Марк Девольский
Марк Девольский (болг. Марко Деволски) — болгарский православный религиозный деятель, епископ Болгарской патриархии в X веке.

## Биография
В самом старом житие Наума Охридского, написанного по заказу самого епископа Марка Девольского, он был указан как один из учеников Климента Охридского, поставленный болгарским царем Симеоном I как четвертый епископ славянского языка («четвьртій епископь вь словенскїй езыкъ бы Дѣволы») с резиденцией в городе Девол.
Согласно Ивану Снегарову другие три епископа вероятно были: Мефодий, Климент, и Константин.